# William Maynes
William Maynes, född 26 september 1902, död 4 augusti 1966, var en friidrottare från Kanada. Han deltog vid olympiska sommarspelen 1924.